# بلندآرواره
بلندآرواره (نام علمی: Hypsognathus) نام یک سرده از تیره پیش‌انجامگان است.